# Белвил (Де Севр)
Белвил (фр. Belleville) насеље је и општина у западној Француској у региону Поату-Шарант, у департману Де Севр која припада префектури Ниор.
По подацима из 2011. године у општини је живело 125 становника, а густина насељености је износила 10,84 становника/km². Општина се простире на површини од 11,53 km². Налази се на средњој надморској висини од 52 метара (максималној 82 m, а минималној 36 m).

## Демографија
| 1962. | 1968. | 1975. | 1982. | 1990. | 1999. | 2011. |
| ----- | ----- | ----- | ----- | ----- | ----- | ----- |
| 103   | 117   | 108   | 111   | 82    | 90    | 125   |

График промене броја становника у току последњих година